# Robert E. Lee Blackburn
Robert E. Lee Blackburn, född 9 april 1870 i Estill County i Kentucky, död 20 september 1935 i Lexington i Kentucky, var en amerikansk politiker (republikan). Han var ledamot av USA:s representanthus 1929–1931.
Blackburn efterträdde 1929 Virgil Chapman som kongressledamot och efterträddes 1931 av företrädaren Chapman.
Blackburns grav finns på Stanton Cemetery i Stanton i Kentucky.